# 喜久田村
喜久田村（きくたむら）は福島県中通り中部、安積郡に属していた村。

## 概要
明治時代初期までは水利が悪い丘陵地帯であったが、明治維新による士族救済の国家プロジェクト安積原野開拓により安積疏水灌漑が開始されてから農業が盛んとなる。

## 地理
- 河川：五百川、藤田川

### 隣接していた自治体
- 郡山市
- 安積郡
  - 熱海町
  - 富久山町
  - 日和田町
  - 片平村
- 安達郡
  - 本宮町

## 歴史

### 年表
- 1889年（明治22年）4月1日 - 町村制施行に伴い、安積郡堀之内村・早稲原村・前田沢村が合併し、安積郡喜久田村が発足。
- 1898年（明治31年）7月26日 - 掘ノ内駅（現在の喜久田駅）が開業。
- 1953年（昭和28年）5月18日 - 国道115号（現在の国道49号）が制定。
- 1954年（昭和29年）11月1日 - 富田村の一部地域を編入合併した。
- 1965年（昭和40年）5月1日 - 郡山市が喜久田村を含む安積郡全町村、田村郡田村町と新設合併を行ったことで郡山市の一部となる。

### 行政区域変遷
- 変遷の年表

| 喜久田村村域の変遷（年表） | 喜久田村村域の変遷（年表） | 喜久田村村域の変遷（年表） |
| 年                         | 月日                       | 旧喜久田村村域に関連する行政区域変遷 |
| -------------------------- | -------------------------- | --- |
| 1889年（明治22年）         | 4月1日                     | 町村制施行に伴い、以下の村がそれぞれ発足。 - 喜久田村 ← 堀之内村・前田沢村・早稲原村 - 富田村 ← 富田村単独で村制施行                                |
| 1954年（昭和29年）         | 11月1日                    | 富田村の一部は喜久田村に編入。 |
| 1965年（昭和40年）         | 5月1日                     | 熱海町は郡山市と安積郡富久山町・日和田町・熱海町・安積町・逢瀬村・片平村・ 三穂田村・湖南村と田村郡田村町とともに合併し郡山市が発足。熱海町は消滅。 |

- 市制・町村制以前の変遷表

| 市制町村制以前の喜久田村村域の変遷表 | 市制町村制以前の喜久田村村域の変遷表 | 市制町村制以前の喜久田村村域の変遷表 | 市制町村制以前の喜久田村村域の変遷表 | 市制町村制以前の喜久田村村域の変遷表 |
| 1868年 以前                          | 1868年 以前                          | 明治元年 - 明治22年                  | 明治元年 - 明治22年                  | 明治22年 4月1日                      |
| ------------------------------------ | ------------------------------------ | ------------------------------------ | ------------------------------------ | ------------------------------------ |
|                                      | 堀之内村                             | 明治9年 喜久田村の一部               | 明治12年 堀之内村                    | 喜久田村                             |
|                                      | 前田沢村                             | 明治9年 喜久田村の一部               | 明治12年 前田沢村                    | 喜久田村                             |
|                                      | 早稲原村                             | 明治9年 喜久田村の一部               | 明治12年 早稲原村                    | 喜久田村                             |
|                                      | 富田村                               | 富田村                               | 富田村                               | 富田村                               |

- 市制・町村制以後の変遷表

|  | 堀之内村     | 喜久田村      | 喜久田村                 | 昭和40年5月1日 郡山市 | 郡山市 | 郡山市 |
|  | 前田沢村     | 喜久田村      | 喜久田村                 | 昭和40年5月1日 郡山市 | 郡山市 | 郡山市 |
|  | 早稲原村     | 喜久田村      | 喜久田村                 | 昭和40年5月1日 郡山市 | 郡山市 | 郡山市 |
|  | 富田村の一部 | 富田村 の一部 | 昭和29年11月1日 喜久田村 | 昭和40年5月1日 郡山市 | 郡山市 | 郡山市 |